# Ramgarh
Ramgarh (en bengali : রামগড়) est une upazila du Bangladesh dans le district de Khagrachari. En 1991, on y dénombrait 44 217 habitants.